# مركبة مكوك الفضاء المدارية
مركبة مكوك الفضاء المدارية هي طائرة فضائية (تستطيع الطيران كطائرة في الغلاف الجوي للأرض وكمركبة فضائية في الفضاء الخارجي) وجزء من المكوك الفضائي، وهي نظام مركبة فضائية مدارية يمكن إعادة استخدامها بشكل جزئي والتي كانت جزء من برنامج مكوك الفضاء. تستطيع هذه المركبة التي تديرها وكالة الفضاء الأمريكية ناسا، نقل رواد الفضاء والحمولات إلى مدار أرضي منخفض، تقوم بالعمليات في الفضاء، ثم تعود وتدخل إلى الغلاف الجوي وتهبط كالطائرة الشراعية المنزلقة، معيدةً طاقمها والحمولات على متنها إلى الأرض.
صُنعت ست مركبات مدارية وهي: إنتربرايس، وكولومبيا، وتشالنجر، وديسكوفري، وأتلانتيس، وإنديفور. بُنيت كل المركبات في بالمديل في كالفورنيا، من قبل شركة روكويل الدولية ومقرها في بيتسبرغ في ولاية بنسلفانيا. قامت المركبة المدارية الأولى إنتربرايس برحلتها الأولى عام 1977. حُملت المركبة التي لم تكن مزودة بمحرك ذاتي على متن طائرة بوينغ 747 معدلة تُدعى الطائرة الحاملة للمكوك وخضعت لسلسلة من الرحلات التجريبية الجوية والهبوط. فُكّكت مركبة إنتربرايس بشكل جزئي وأُنهيت خدمتها بعد إتمام الاختبارات الحساسة. أمّا المركبات المدارية المتبقية فكانت مركبات كاملة التشغيل، وأُطلقت بشكل عمودي كجزء من حزمة (مجموعة أقسام) المكوك الفضائي.
تُعتبر المركبة المدارية كولومبيا أوّل مركبة مدارية مؤهلة فضائيًا، وقامت بأولى رحلاتها عام 1981. ثم تبعها تشالنجر، وديسكوفري، وأتلانتيس في الأعوام 1983، 1984، 1985 على التوالي. تحطم المكوك الفضائي تشالنجر في عام 1986 بعد وقت قصير من إطلاقه. وصُنع إنديفور كبديل لتشالنجر، وأُطلق لأول مرة في عام 1992. تحطم كولومبيا في عام 2003 أثناء عودته إلى الأرض، وتبقت ثلاث مركبات مدارية فقط. أنهى ديسكوفري رحلته الأخيرة في 9 مارس عام 2011، أمّا بالنسبة لإنديفور ففي 1 يونيو من عام 2011، واختتم أتلانتيس آخر رحلة مكوكية إس تي إس-135 في 21 يوليو من عام 2011.
حملت المركبة المدارية القابلة لإعادة الاستخدام بالإضافة إلى الطواقم والحمولات معظم الوقود الصاروخي السائل الخاص بنظام المكوك الفضائي، غُذّيت المحركات الصاروخية الأساسية الثلاثة بوقود الهيدروجين السائل والأكسجين المؤكسد السائل بواسطة خزان وقود مُبرّد خارجي. بالإضافة إلى ذلك، زود اثنان من معززات الإطلاق الصاروخية الصلبة المكوك بدفع إضافي لأول دقيقتين من الإطلاق تقريبًا. حملت المركبة المدارية بنفسها أيضًا الوقود المُبرّد لمحركات الدفع النفاثة من نوع أر سي إس ومحركات نظام المناورة الفضائية.

## الوصف
تشبه مركبة مكوك الفضاء المدارية الطائرة من حيث التصميم، ذات هيكل قياسي وجناحان من نوع دلتا. يميل الجناحان المتراجعان بزاوية 81 درجة عن الحافة الأمامية الداخلية لجناح المركبة وبزاوية 45 درجة عن الحافة الأمامية الخارجية. تميل الحافة الأمامية لسطح التوازن الرأسي الخاص بالمركبة المدارية إلى الوراء بزاوية 45 درجة. المركبة مزودة بأربع روافع خلفية (الرافع الخلفي: هو توجيه سطحي للطائرة يجمع كل من الجنيح (ويتحكم بالدوران) والرافع (ويتحكم بالتموج)) مثبتة على الحافة الخلفية للجناحين دلتا. وثُبتت دفة التوجيه مع فرامل السرعة عند الحافة الخلفية لسطح التوازن الرأسي. جنبًا إلى جنب مع القلّاب المتحرك الذي يقع تحت المحركات الرئيسية، والذي يتحكم بالمركبة المدارية خلال عمليات الهبوط اللاحقة عبر الغلاف الجوي والهبوط على الأرض.
يبلغ حجم مركبة مكوك الفضاء المدارية بشكل عام حجم طائرة ماكدونل دوغلاس دي سي-9 تقريبًا.

### نظام التحكم بالوضعية
يتكون نظام التحكم بالتفاعل (أر سي إس) من 44 من صواريخ الدفع الصغيرة التي تعمل بالوقود السائل، ونظام تحكم بالطيران عبر الأسلاك متطور جدًا والذي يستخدم مرشح كالمان الرقمي الشديد بشكل آلي. قام نظام التحكم هذا بالتحكم المعتاد بالوضعية على طول المحاور السيني والصادي والعيني أثناء كل مراحل الطيران، من إطلاق ومدار وعودة إلى الأرض. نفّذ هذا النظام أيضًا أي مناورة مدارية لازمة، بما في ذلك كل التغييرات في ارتفاع المدار، والمستوي المداري، والانحراف المداري. كانت هذه كل العمليات، التي تطلبت اندفاعًا ودفع أكثر من مجرد تحكم بالوضعية.
تضمنت الصواريخ الأمامية لنظام التحكم التفاعلي، الواقعة بالقرب من مقدمة مركبة الفضاء الفضائية 14 صاروخًا أساسيًا وصاروخين دفع فيرنييه أر سي إس. وُضعت محركات أر سي إس الخلفية في حجرات نظامَي المناورة المدارية (أو إم إس) في الجزء الخلفي من المركبة المدارية، وتتضمن هذه المحركات 12 محركًا أساسيًا (بّي أر سي إس) ومحركين فيرنييه (في أر سي إس) في كل حجرة. مكّن نظام بّي أر سي إس التحكم بتوجيه المركبة المداري، واستُخدم في أر سي إس للمناورة الدقيقة أثناء عمليات اللقاء، والإرساء، ومناورات فك الالتحام بمحطة الفضاء الدولية، أو سابقًا مع محطة الفضاء الروسية مير. يتحكم أر سي إس أيضًا بوضعية المركبة المدارية خلال أغلب عمليات العودة إلى الغلاف الجوي للأرض، حتى يصبح الهواء كثيفًا لدرجة تصبح فيها كل من دفة التوجيه والرافعات الخلفية والقلّاب فعالة.
كان من المفروض أن تكون محركات الدفع الأمامية لنظام التحكم بالتفاعل الخاصة بالمركبة المدارية في المراحل الأولى من التصميم مخفية أسفل الأبواب القابلة للسحب، والتي ستفتح بمجرد وصول المركبة المدارية إلى الفضاء. لكنها أُلغيت لصالح محركات الدفع المثبتة بشكل تدفقي بسبب الخوف من أن تظل أبواب أر سي إس مفتوحة مما يؤدي إلى تعريض الطاقم والمركبة المدارية للخطر أثناء العودة إلى الأرض.

### المقصورة المضغوطة
تتألف مقصورة الطاقم في المركبة المدارية من ثلاثة مستويات: سطح المركبة المدارية، والسطح الأوسط، ومنطقة المنافع. يشكل سطح المركبة الجزء العلوي من هذه المستويات، حيث يجلس قائد المكوك الفضائي والطيّار، بالإضافة إلى متخصصين في البعثة يجلسان خلف الطيار والقائد، ويقع السطح الأوسط أسفل سطح المركبة، ويوجد فيه ثلاثة مقاعد لبقية أفراد الطاقم.
يقع المطبخ، والمرحاض، وأماكن النوم، وخزائن التخزين، والفتحة الخارجية المُستخدمة للدخول والخروج من المركبة المدارية في السطح الأوسط بالإضافة إلى المِسَد الهوائي. يوجد للمسد الهوائي فتحة إضافية في مكان وضع الحمولات. يسمح المسد الهوائي بإزالة الضغط لرائدَي فضاء أو ثلاثة، يرتدون بدالاتهم الفضائية الخاصة بوحدة التنقل للعمل خارج المركبة قبل السير في الفضاء، وأيضًا بإعادة الضغط وإعادة دخول المركبة المدارية في نهاية عملية السير في الفضاء.
تقع منقطة المنافع تحت أرضية السطح الأوسط وتحتوي على خزانات الماء والهواء بالإضافة إلى نظام تنقية ثاني أكسيد الكربون.

### الدفع
رُكّبت المحركات الثلاثة للمكوك الفضائي (إس إس إم إي إس) في نهاية جسم المركبة على شكل مثلث متساوي الأضلاع. يمكن تدوير هذه المحركات الثلاثة التي تعمل بالوقود السائل بمقدار 10.5 درجة عموديًا و 8.5 درجة أفقيًا أثناء ارتفاع المركبة المدارية التي تعمل بالصواريخ لكي تغير اتجاه محركات الدفع الخاصة بها. لذلك فقد وجّهوا المكوك الفضائي بالكامل، بالإضافة إلى تزويده بمحركات الدفع الصاروخية باتجاه المدار. يضم جسم المركبة الخلفي ثلاث وحدات طاقة إضافية. تحول هذه الوحدات الثلاث الهيدرازين بشكل كيميائي من الحالة السائلة إلى الحالة الغازية، وهذا يغذي مضخة هيدروليكية بالطاقة لتعمل وتوفر الضغط للنظام الهيدروليكي، بما في ذلك يضم النظام الهيدروليكي الفرعي، وهذا يشير إلى أنّ المحركات الصاروخية الرئيسية الثلاثة التي تعمل بالوقود السائل تحت السيطرة المحوسبة للمركبة.